# 니시쿠보 슌스케
니시쿠보 슌스케(일본어: 西久保 駿介, 2003년 7월 30일~)는 일본의 축구 선수이다.

## 구단 경력
그는 2022년 J2리그의 제프 유나이티드 지바에 입단했다. 2023년까지 39경기에 출전하여, 2득점을 넣었다. 2024년 J1리그의 주빌로 이와타로 이적했다. 2024년후 J2리그에 강등했다. 2025년 6월 J3리그의 SC 사가미하라로 이적했다.